# Parancistrocerus luzonicola
Parancistrocerus luzonicola är en stekelart som beskrevs av Vecht 1981. Parancistrocerus luzonicola ingår i släktet Parancistrocerus och familjen Eumenidae. Inga underarter finns listade i Catalogue of Life.